# Bogdan Tomaszek
Bogdan Stanisław Tomaszek (ur. 5 maja 1954 w Gardei) – polski polityk i fizyk, senator IV kadencji, wojewoda opolski w latach 2005–2007.

## Życiorys
Ukończył w 1979 studia na Wydziale Matematyki, Fizyki i Chemii Uniwersytetu Wrocławskiego, następnie uzyskał stopień doktora nauk technicznych na Politechnice Krakowskiej.
W 1981 wstąpił do „Solidarności”. Pracował m.in. w Instytucie Ciężkiej Syntezy Organicznej „Blachownia” w Kędzierzynie-Koźlu.
Był senatorem IV kadencji z ramienia Akcji Wyborczej Solidarność, działał w Ruchu Społecznym AWS. W 2001 bez powodzenia ubiegał się o reelekcję. Dołączył do Prawa i Sprawiedliwości. W 2005 został powołany na stanowisko wojewody opolskiego, pełnił tę funkcję do 2007. W 2010 bezskutecznie ubiegał się o stanowisko prezydenta Kędzierzyna-Koźla i radnego sejmiku. W 2018 został wybrany na radnego województwa opolskiego. W 2019 z ramienia PiS kandydował ponownie do Senatu.
W 2017 został członkiem rady nadzorczej Grupy Azoty ZAK, a w 2021 wiceprezesem zarządy tego przedsiębiorstwa.